# Paikert Alajos (orvos)
Seprősi Paikert Alajos (Horní Jelení [Königgrätz mellett] 1831. október 14. – Budapest, 1914. november 1.) katonaorvos, a 4. hadtest egészségügyi főnöke Budapesten. Paikert Alajos mezőgazdász, közgazdász apja.

## Élete
Paikert Alajos és Nemez Franciska fia. Orvosi oklevelét Bécsben nyerte el 1853-ban, midőn mint főorvos belépett a hadseregbe. 1859-ben a Magenta és Solferino melletti csatákban a sebesültek érdekében tett kiváló érdemei elismeréséül az arany érdemkereszttel lett kitüntetve, 1866-ban mint ezredorvos a náchodi, skalizi és königgrätzi csatákban tett szolgálataiért a koronás arany érdemkeresztet, János szász királytól pedig az Albrecht-rend lovagkeresztjét nyerte el. 1878-ban részt vett a boszniai és hercegovinai okkupációs hadjáratban, ekkor ismét kiváló szolgálataiért soron kívül törzsorvossá lett előléptetve. 1884-ben főtörzsorvos és a zágrábi katonai kórház igazgatója, 1886-ban a budapesti 17-es számú helyőrségi kórház főnöke lett. 1887-től a 4. hadtest egészségügyi főnöke volt és pedig 1894-től vezértörzsorvosi rangban. Kiváló érdemeket szerzett magának az 1892. és 1893. évi kolerajárványok alkalmával, ekkor a III. osztályú vaskoronarenddel tüntették ki. Neje Walter Valburga Franciska volt, akivel 1864-ben Nagyszombatban kötött házasságot.